# Fred Schaus
Frederick Appleton Schaus, detto Fred (Newark, 30 giugno 1925 – Morgantown, 10 febbraio 2010), è stato un cestista, allenatore di pallacanestro e dirigente sportivo statunitense, professionista nella NBA.

## Carriera
Venne selezionato dai Fort Wayne Pistons nel Draft BAA 1949.
Da allenatore ha guidato gli Stati Uniti ai Giochi panamericani di Chicago 1959.

## Palmarès

### Giocatore
- All-NBA Second Team (1950)
- NBA All-Star (1951)

### Allenatore
- 5 volte allenatore all'NBA All-Star Game (1962, 1963, 1964, 1966, 1967)
- Campione NIT (1974)

### General Manager
- Campionato NBA: 1

Los Angeles Lakers: 1972